# Pedro Pimentel (1594-1658)

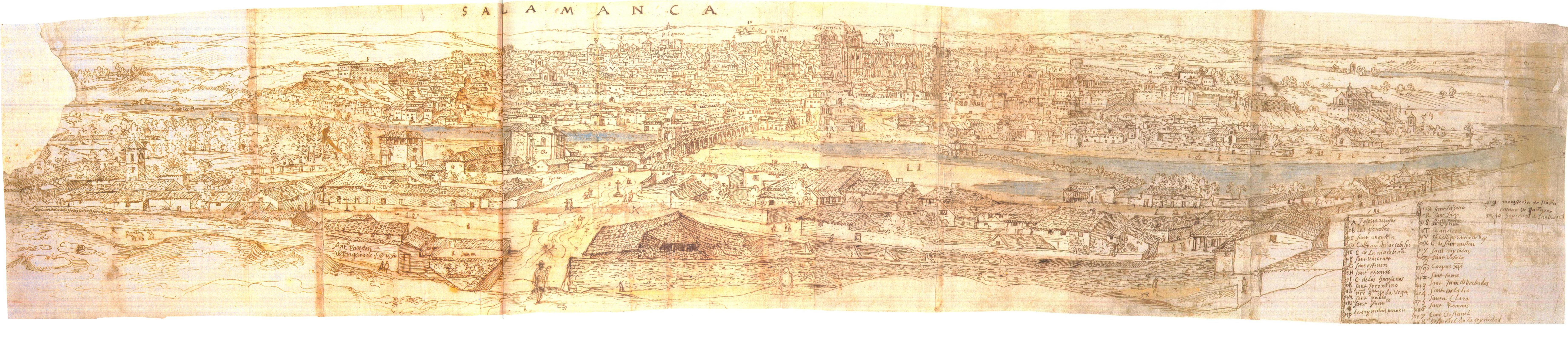
Salamanca, en cuya universidad estudió Pedro, en un dibujo de 1570.

Pedro Pimentel (1594-5 de abril de 1658) fue un noble y predicador jesuita del siglo XVII.

## Familia
Fue uno de los hijos del matrimonio formado por Juan Alonso Pimentel, VIII conde de Benavente y María de Requesens y Zúñiga. Tuvo varios hermanos y hermanas enteros:
1. Juan de Zúñiga Pimentel , nombrado I marqués del Villar de Grajanejos (1607).
2. Alonso Pimentel de Zúñiga, caballero de la Orden de Santiago y comendador de Castrorafe en esta orden.
3. Domingo Pimentel de Zúñiga (1585-1653), dominico, obispo de Osma (1630-1633), obispo de Córdoba (1633-1649) y arzobispo de Sevilla (1649-1653) y cardenal.
4. Diego Pimentel de Zúñiga, caballero de la orden de Alcántara, comendador de Mayorga, capitán general de Nápoles, casado con Magdalena de Guzmán y Zúñiga, III condesa de Villaverde de Madrid.
5. Fernando Pimentel de Zúñiga, arcediano de Cartagena.
6. Francisco (1588-1648) que fue también jesuita.
7. Jerónimo Pimentel de Zúñiga y Requeséns, I marqués de Bayona casado con María Eugenia Bazán y Benavides,[3] IV marquesa de Santa Cruz .[3][4]
8. Manuel Pimentel de Zúñiga, caballero de la orden de Santiago, casado con Juana de Rojas Pereira, VI condesa de Feira.
9. Enrique Pimentel de Zúñiga, caballero de Alcántara, canónigo y arcediano de Jaén, consejeros de los de Órdenes y de Inquisición. Después presidente del Consejo de Aragón y sucesivamente obispo de Valladolid y de Cuenca.
10. Mencía Pimentel de Zúñiga, casada con Fernando Álvarez de Toledo Portugal, VI conde de Oropesa.

Este fue el segundo matrimonio de sus dos progenitores. Con anterioridad su padre había estado casado con Catalina Vigil de Quiñones (-1574), VI condesa de Luna, merina mayor de León y de Asturias, hija de Luis Vigil de Quiñones, V conde de Luna. Fueron padres de los siguientes medio hermanos de Pedro:
1. Antonio Alonso Pimentel y Quiñones, VII conde de Luna y IX conde de Mayorga.
2. María Pimentel y Quiñones, casada con el hijo de la segunda mujer de su padre: Luis Fajardo y Requeséns, IV Marqués de los Vélez y III Marqués de Molina.

Por su parte, su madre estuvo casada con Pedro Fajardo y Córdoba, III marqués de los Vélez; y II marqués de Molina. Este matrimonio tendría un hijo, medio hermano de Pedro: Luis Fajardo de Requeséns y Zúñiga, IV marqués de los Vélez y III marqués de Molina.

## Biografía
Estudió en la Universidad de Salamanca. Ingresó en la Compañía de Jesús, siendo primero profesor en los colegios de la Compañía en Valladolid y Salamanca. Después sería rector de los colegios jesuitas en Burgos y en el Colegio Imperial de Madrid. También fue calificador del Santo Oficio de la Inquisición. Su papel en la corte se vio favorecido, además de su nacimiento, por ser confesor de importantes personajes del entorno del conde-duque de Olivares, valido de Felipe IV: como su yerno, Ramiro Núñez de Guzmán, I duque de Medina de las Torres; y su cuñado, Manuel de Acevedo y Zúñiga, VI conde de Monterrey.
Francisco de Quevedo le dirigía cartas desde su prisión en León, en la década de 1640, conservándose 20 cartas.
Entre 1651 y 1653 fue padre provincial de la provincia jesuítica de Castilla.
En 1655 fue nombrado predicador del rey, como lo había sido su hermano Francisco (también de la Compañía de Jesús) desde 1627 hasta la muerte de este en 1648.
Murió en 1658 en el Colegio Imperial de la Compañía en Madrid.

## Valoración
Según su compañero, el jesuita Diego de Aobar:
Fue sujeto de tan eminente sabiduría y prudente discreción que se dijo de él que lo menos estimable era ser hijo legítimo de los condes de Benavente.